# Trasaghis

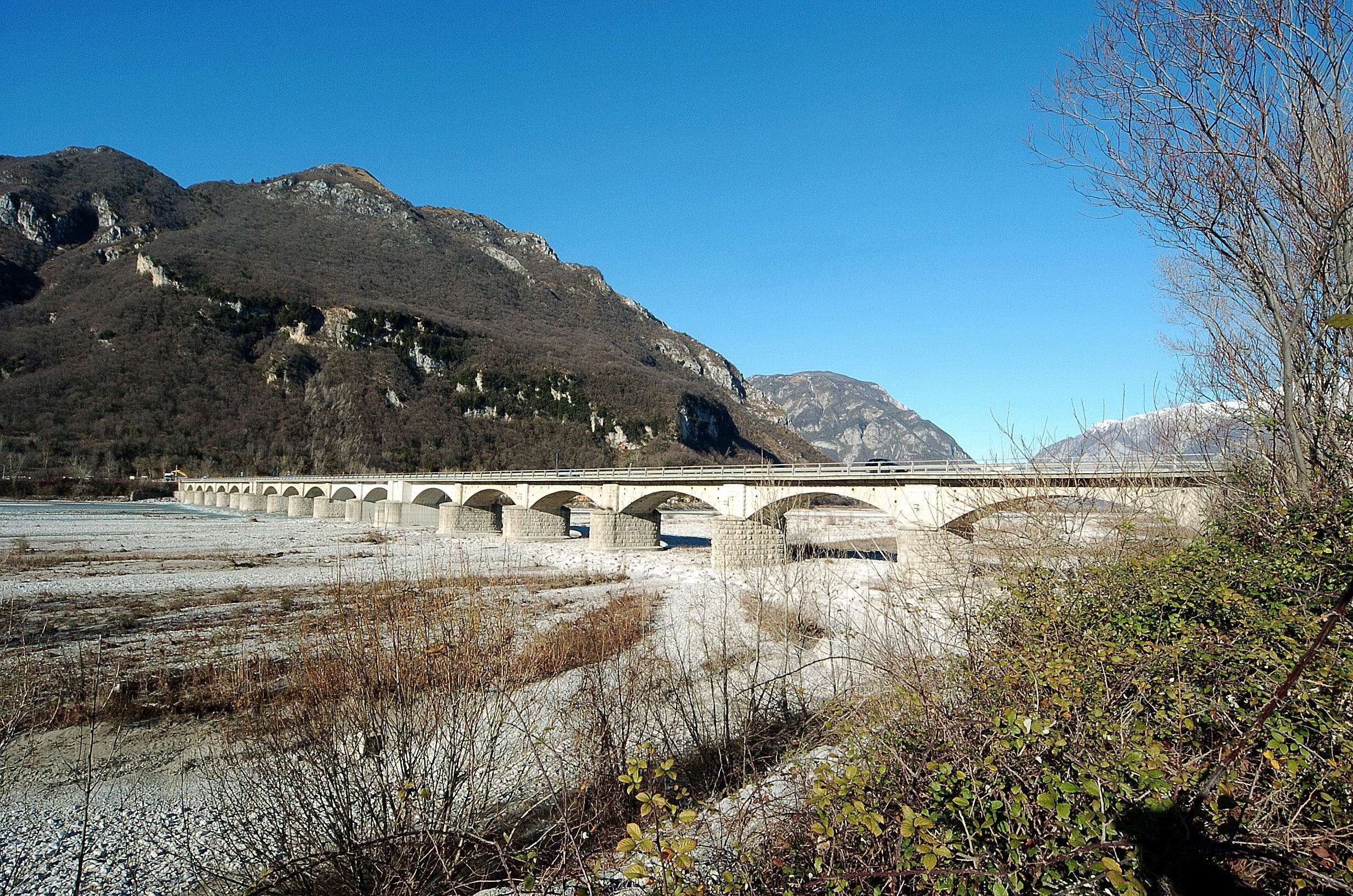
Die Ponte di Braulins über den Tagliamento

Trasaghis (furlanisch: Trasàghis oder Trasagas) ist eine nordostitalienische Gemeinde (comune) mit 2088 Einwohnern (Stand 31. Dezember 2023) in der Region Friaul-Julisch Venetien. Die Gemeinde liegt etwa 22 Kilometer nordnordwestlich von Udine am rechten Ufer des Tagliamento und gehört zur Comunità Montana del Gemonese, Canal del Ferro e Val Canale. Im Nordosten der Gemeinde liegt der Lago di Cavazzo. 1976 wurde die Gemeinde durch ein Erdbeben schwer geschädigt.

## Verkehr
Durch die Gemeinde führen die Autostrada A23 von Palmanova nach Tarvisio sowie die frühere Strada Statale 512 del Lago di Cavazzo (heute eine Regionalstraße) von Tolmezzo nach Gemona del Friuli.